# Das vierte Gebot (film 1920)
Das vierte Gebot è un film muto del 1920 diretto da Richard Oswald.

## Produzione
Il film fu prodotto dalla Leyka-Film GmbH (Wien) e dalla Richard Oswald-Film GmbH (Berlin). Venne girato a Vienna al Listo-Atelier. È conosciuto anche con il titolo Martin Schalanters letzter Gang. Eine Elterntragödie.

## Distribuzione
Uscì in Germania presentato a Berlino il 3 dicembre 1920.